# 얇게하기
얇게하기는 디지털 이미지를 단순하지만 위상적으로는 동일한 이미지로 변환하는 것이다. 이것은 위상적 골격의 한 종류이지만 수학적 형태학 연산자를 사용해서 계산된다.

## 예시
{\displaystyle E=Z^{2}}이라고 하고, 다음으로 구성된 합성 구조적 요소 여덟 개를 생각하자:
{\displaystyle C_{1}=\{(0,0),(-1,-1),(0,-1),(1,-1)\}} and {\displaystyle D_{1}=\{(-1,1),(0,1),(1,1)\}},
{\displaystyle C_{2}=\{(-1,0),(0,0),(-1,-1),(0,-1)\}} and {\displaystyle D_{2}=\{(0,1),(1,1),(1,0)\}}
그리고 각각을 90°, 180°, 그리고 270°로 회전시킨 것이다. 대응되는 합성 구조적 요소는 {\displaystyle B_{1},\ldots ,B_{8}}로 표기한다.
모든 1에서 8까지의 i와, 이진 이미지 X에 대해서, 다음을 정의하자:
{\displaystyle X\otimes B_{i}=X\setminus (X\odot B_{i})},
여기서 {\displaystyle \setminus }는 차집합을 나타내고 {\displaystyle \odot }는 적중과 비적중 변환을 나타낸다.
이미지 A의 얇게하기는 수렴할 때까지 주기적 반복을 통해 얻어진다:
{\displaystyle A\otimes B_{1}\otimes B_{2}\otimes \ldots \otimes B_{8}\otimes B_{1}\otimes B_{2}\otimes \ldots }.